# Pohlody
Pohlody (německy Pahlet) jsou zaniklá vesnice v okrese Chomutov. Byly místní částí Vrskmaně a stály asi 1,5 km severovýchodně od ní, těsně u hranice s okresem Most. Zanikly v roce 1979 v důsledku těžby hnědého uhlí v lomu Jan Šverma.

## Název
Název vesnice vznikl z osobního jména ve významu ves Pohlodů. Jméno bylo odvozeno ze slovesa pohlodati (částečně ohlodat). V historických pramenech se jméno vesnice vyskytuje ve tvarech: Polad (1542), Pohlody (1555 a 1561), Polety (1591), Polety (1621), Pallet nebo Pahlet a Pohled (1787 a 1846).

## Historie

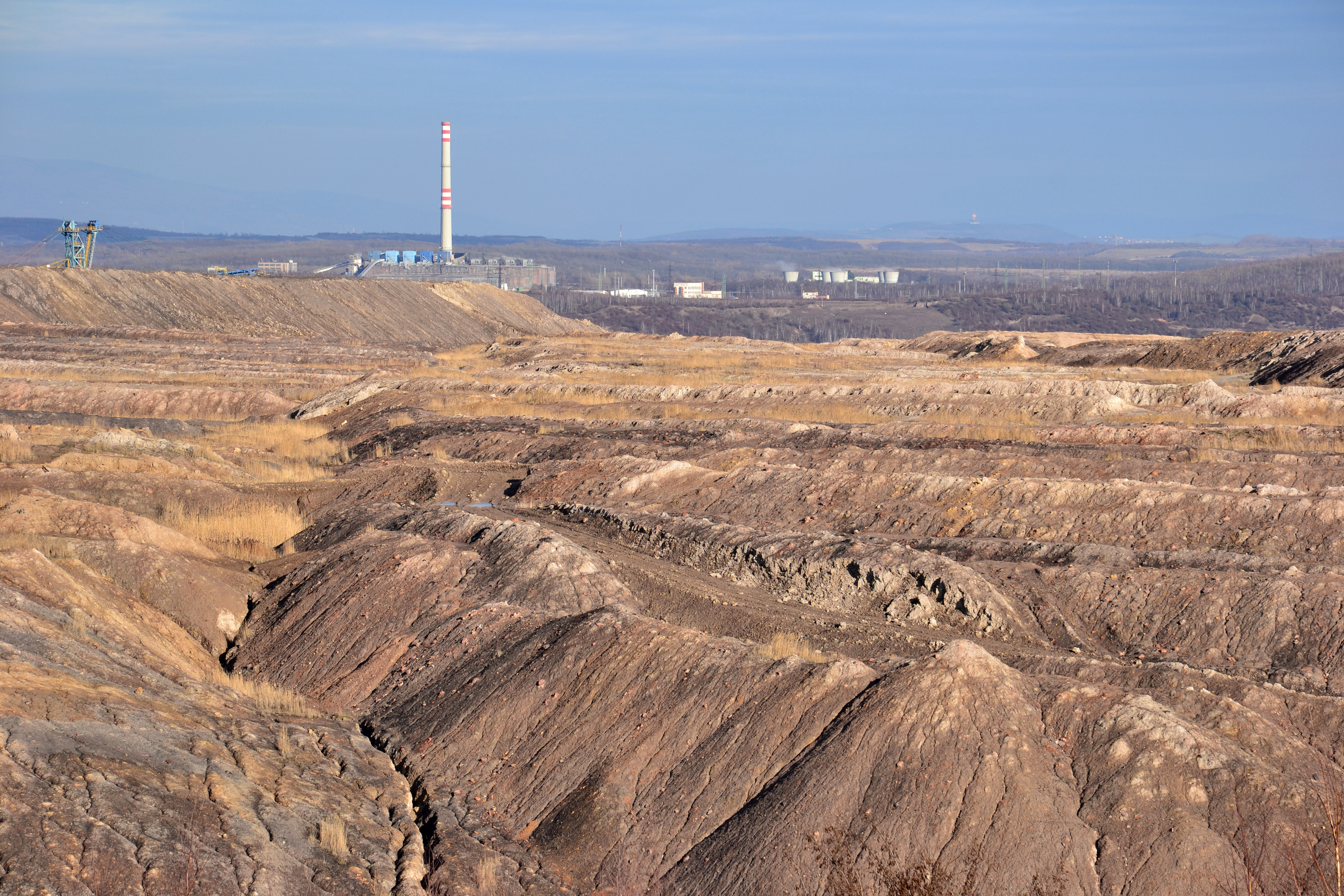
Lom Vršany v prostoru, kde do druhé poloviny 20. století bylo několik obcí

Krajina v okolí vesnice byla osídlena už v pravěku. Záchranný archeologický výzkum v roce 1981 na jihozápadním okraji vsi odkryl sídliště laténské kultury. Nacházelo se na mírně skloněné ploše v místech s pomístním názvem Za Vsí v nadmořské výšce 295–297 metrů. Celkem byly výzkumem zachyceny čtyři zahloubené chaty, příkop, dva blíže neurčené objekty a velké množství menších jam a kůlových jamek. Východní okraj sídliště byl zničen těžbou štěrkopísku. Sídliště bylo osídleno ve dvou obdobích (LT A2 a LT C2 – LT D) a v době své existence se nacházelo na okraji oblasti osídlené keltským etnikem. Některé keramické nálezy svědčí o jeho kontaktu s prostředím oppid.
První písemná zmínka o vsi pochází z roku 1420, ale podle Zdeny Binterové vesnice existovala už ve třináctém století, kdy byly manstvím mosteckého hradu. V první polovině patnáctého století se majitelem stal Lorenc Glac ze Starého Dvora, po kterém je zdědila dcera Anna. Sňatkem tak Pohlody přešly do majetku Šebestiána z Veitmile. Jako další majitel je uváděn Kryštof Dornheim z Dornheimu, který vesnici prodal majitelům mosteckého hradu. Tím se roku 1585 stal Ladislav Popel z Lobkovic. Roku 1593 byl Ladislav Popel obviněn ze spiknutí proti císaři, a uprchl proto ze země. Brzy poté byl v nepřítomnosti odsouzen ke ztrátě majetku a trestu smrti. Od krále poté hrad i s příslušenstvím koupilo roku 1595 město Most.
V první polovině sedmnáctého století se v držení vesnice vystřídalo několik majitelů. V letech 1617–1627 to byla Kateřina Belwiczová, rozená Satenéřová a roku 1621 ji, spolu s Vrskmaní, Holešicemi, Komořany a Langendorfem, koupil Ladislav Julius Kurzbach z Trachenbuku a Milče, po němž Pohlody roku 1641 vlastnila jeho vdova Alžběta Kurzbachová z Harretu. Snad už v polovině sedmnáctého století Pohlody získali Lobkovicové, kteří je nejpozději roku 1695 připojili ke svému panství Nové Sedlo – Jezeří, u kterého vesnice zůstala až do zrušení patrimoniální správy.
Nedochovaly se žádné záznamy o případných událostech během třicetileté války, ale vesnice pravděpodobně utrpěla značné škody, protože podle popisu v berní rule z roku 1654 měla domy ve špatném stavu. Tehdy v ní žili čtyři sedláci a šest chalupníků. Dohromady vlastnili třináct potahů a chovali osmnáct krav, osmnáct jalovic, 51 ovcí, 31 prasat a dvanáct koz.
Hnědouhelný důl mezi vesnicí a Novým Sedlem založili Lobkovicové už v roce 1780 (později byl nazván Ondřej). Komorováním se v něm těžily dvě sloje o mocnostech 90–120 centimetrů a 250–270 centimetrů. Roku 1872 důl od Lobkoviců koupil Uhelný průmyslový spolek. Tehdy v něm pracovalo 25 horníků a roční produkce bývala okolo patnácti tisíc tun uhlí. Uhlí se dodávalo do kamencové hutě Kryštof v Chomutově a později také do okolních továren. S několika přestávkami důl fungoval až do roku 1920, ale ve třicátých letech dvacátého století byl připojen ke strupčickému dolu Anna společnosti Union, u kterého byl využíván jako větrací jáma. Celková produkce dolu se odhaduje na 600 000 – 700 000 tun kvalitního uhlí. Mezi Vrskmaní a Pohlody býval důl Aurora, jehož štoly zasahovaly až k Pohlodům. Roku 1885 se v důsledku poklesu terénu nad štolami v Pohlodech zřítily dva domy.
Těžba hnědého uhlí nakonec vedla k úplnému zániku vesnice. Roku 1979 byla úředně zrušena a stržena kvůli rozšiřování Lomu Jan Šverma.

## Obyvatelstvo
Při sčítání lidu v roce 1921 zde žilo 190 obyvatel (z toho 93 mužů), z nichž bylo pět Čechoslováků, 182 Němců a tři cizinci. Kromě jednoho člověka bez vyznání patřili k římskokatolické církvi. Podle sčítání lidu z roku 1930 měla vesnice 177 obyvatel: patnáct Čechoslováků, 161 Němců a jednoho cizince. S výjimkou 21 lidí bez vyznání se hlásili k římskokatolické církvi.
|                                                                               | 1869 | 1880 | 1890 | 1900 | 1910 | 1921 | 1930 | 1950 | 1961 | 1970 |
| ----------------------------------------------------------------------------- | ---- | ---- | ---- | ---- | ---- | ---- | ---- | ---- | ---- | ---- |
| Obyvatelé                                                                     | 131  | 152  | 144  | 144  | 159  | 190  | 177  | 83   | 89   | 73   |
| Domy                                                                          | 19   | 23   | 21   | 27   | 27   | 30   | 29   | 28   | .    | 17   |
| Počet domů z roku 1961 je zahrnut v celkovém počtu domů místní části Vrskmaň. |      |      |      |      |      |      |      |      |      |      |

## Obecní správa
Po zrušení poddanství se Pohlody staly samostatnou obcí, ale při sčítání lidu v roce 1869 už byly osadou Nového Sedla (tehdy Novosedel). Roku 1924 byly převedeny k Vrskmani, u které zůstaly do roku 1945, kdy se opět staly samostatnou obcí. Tou zůstaly do územní reorganizace v roce 1960, kdy se opět staly částí Vrskmaně. Úředně vesnice zanikla 1. ledna 1979.